# Liste von Sakralbauten in Sankt Augustin

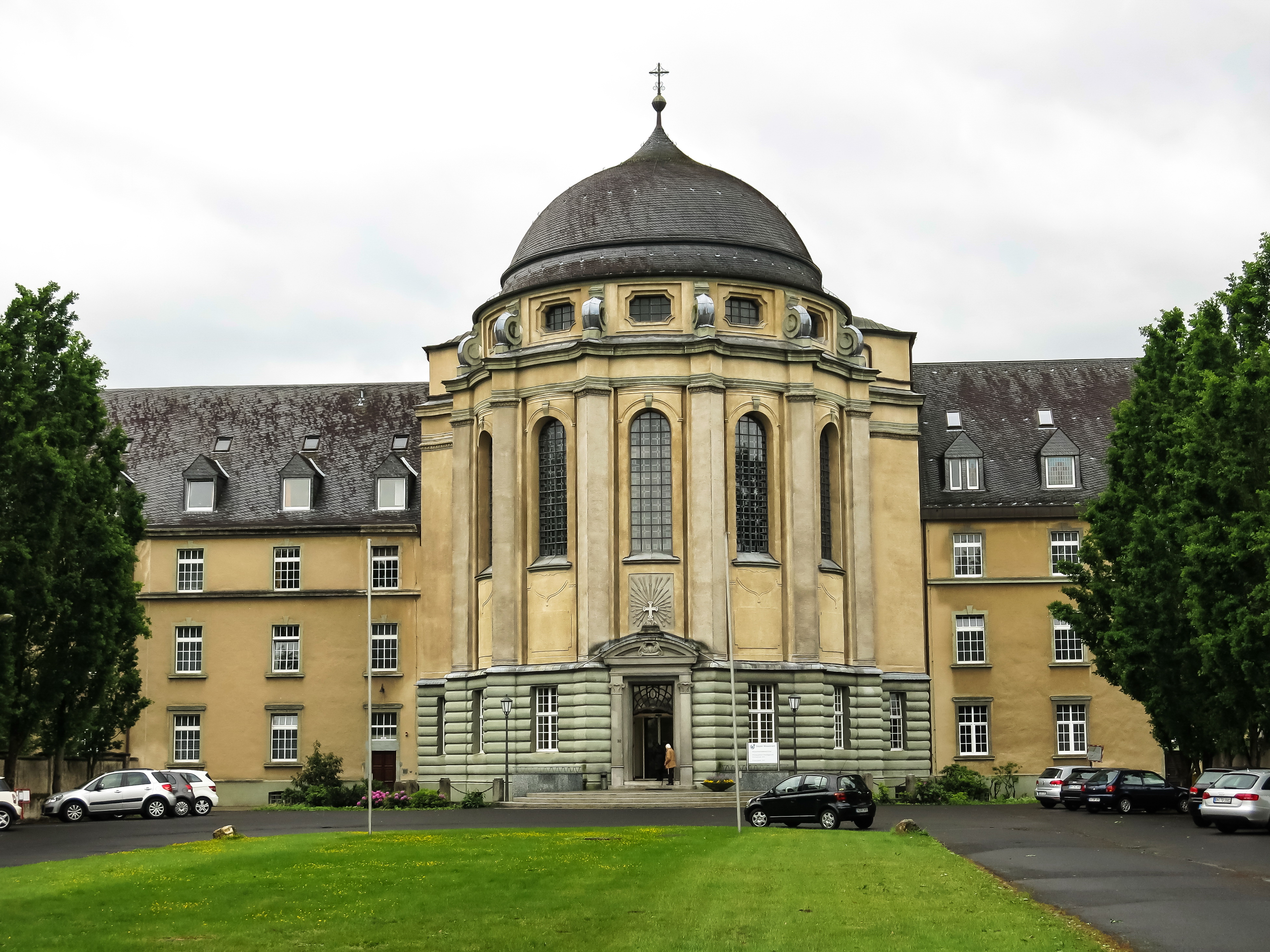
Kloster der Steyler Missionare in Sankt Augustin

Die Liste von Sakralbauten in Sankt Augustin enthält die Kirchengebäude und andere Sakralbauten sowie kirchliche Einrichtungen im Stadtgebiet von Sankt Augustin im Rhein-Sieg-Kreis.

## Katholisch

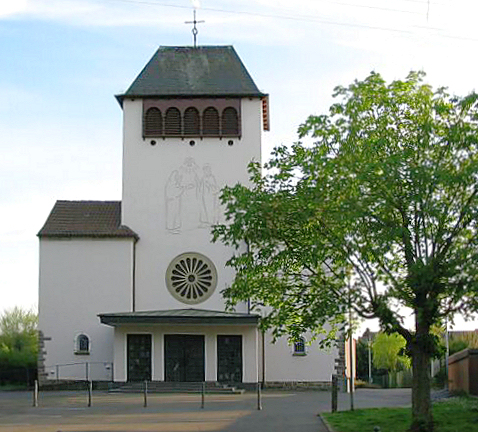
Katholische Pfarrkirche St. Mariä Heimsuchung, Mülldorf

### Kirchen
- Missionspriesterseminar St. Augustin (Klosterkirche & Krypta)[1]
- St. Anna, Hangelar[2]
- St. Augustinus, Menden[3]
- Grundmauern der Alten Kirche, Menden

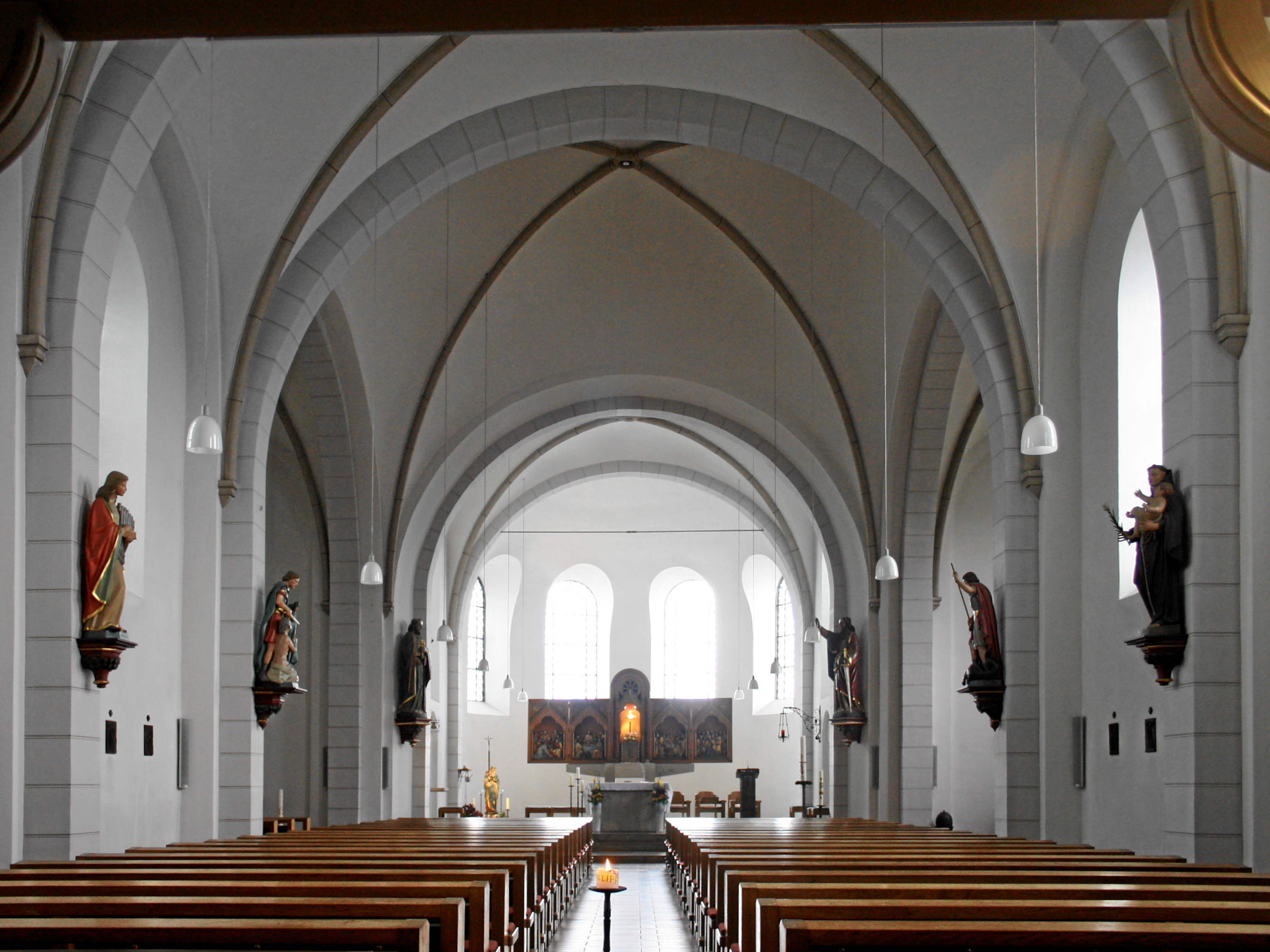
Katholische Pfarrkirche St. Martinus, Niederpleis

- St. Mariä Heimsuchung, Mülldorf[4]
- St. Maria Königin, Ort[5]
- Katholische Pfarrkirche St. Martinus, NiederpleisSt. Martinus, Niederpleis[6]

### Kapellen
- Antoniuskapelle, Niederpleis[7]

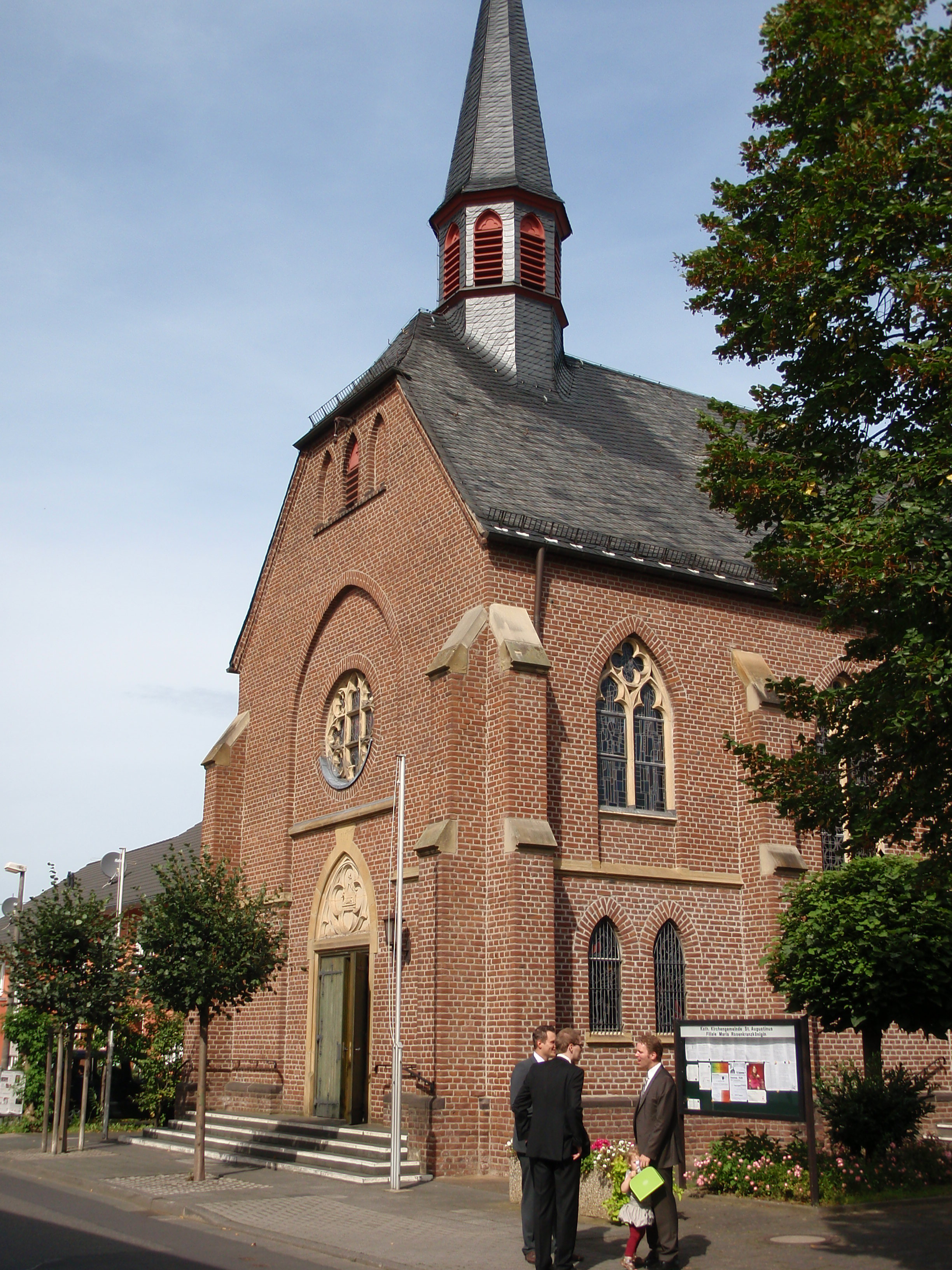
Kapelle St. Maria Rosenkranzkönigin, Meindorf

- Kapelle St. Maria Rosenkranzkönigin, MeindorfSt. Maria Rosenkranzkönigin, Meindorf[8]
- St. Georg, Buisdorf[9]
- St. Mariä Himmelfahrt, Birlinghoven[10]

## Evangelisch
- Evangelische Christuskirche HangelarChristuskirche, Hangelar[11]
- Emmauskirche, Menden[12]

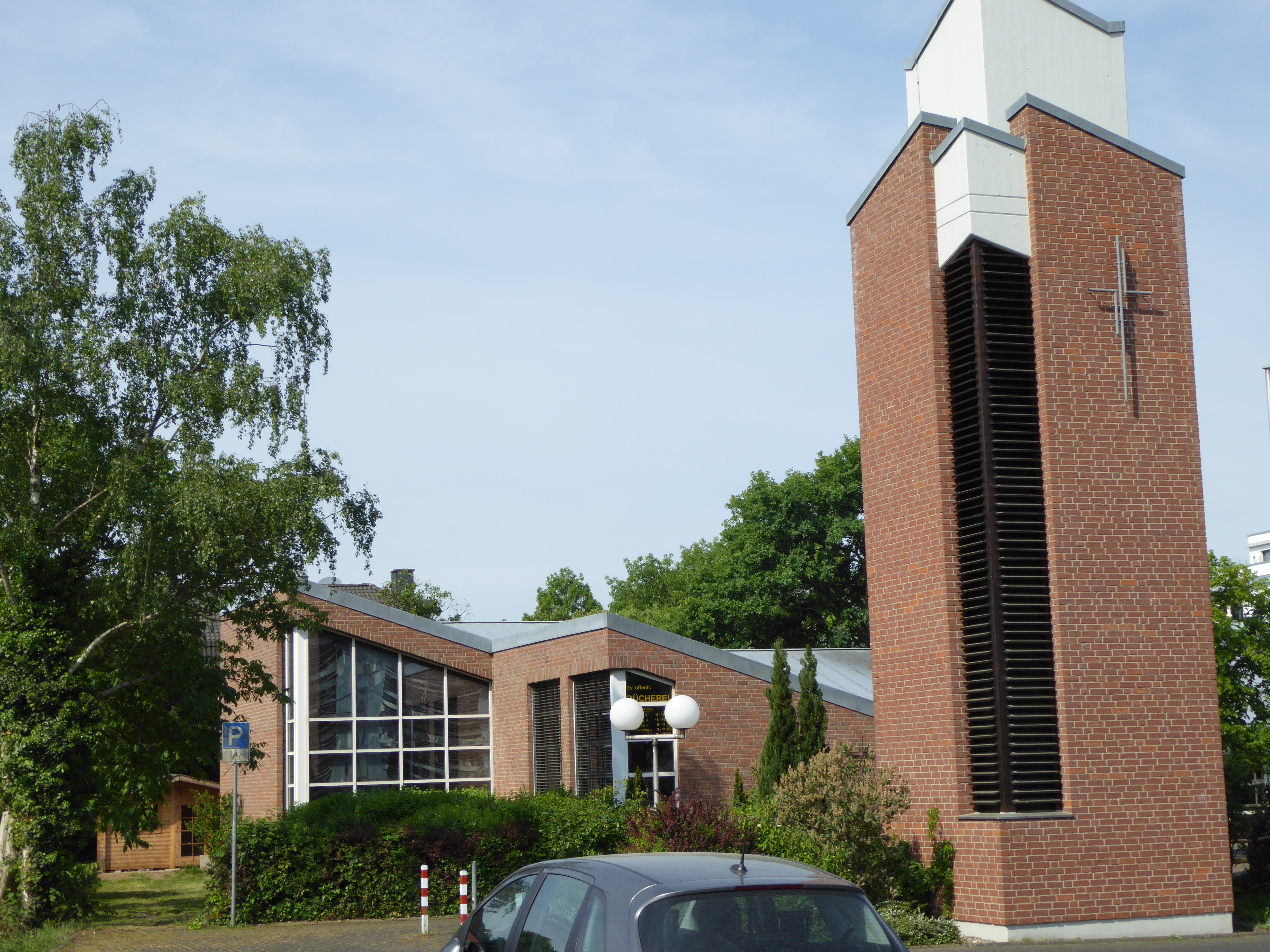
Evangelische Christuskirche Hangelar

- Dietrich-Bonhoeffer-Haus, Mülldorf[13]

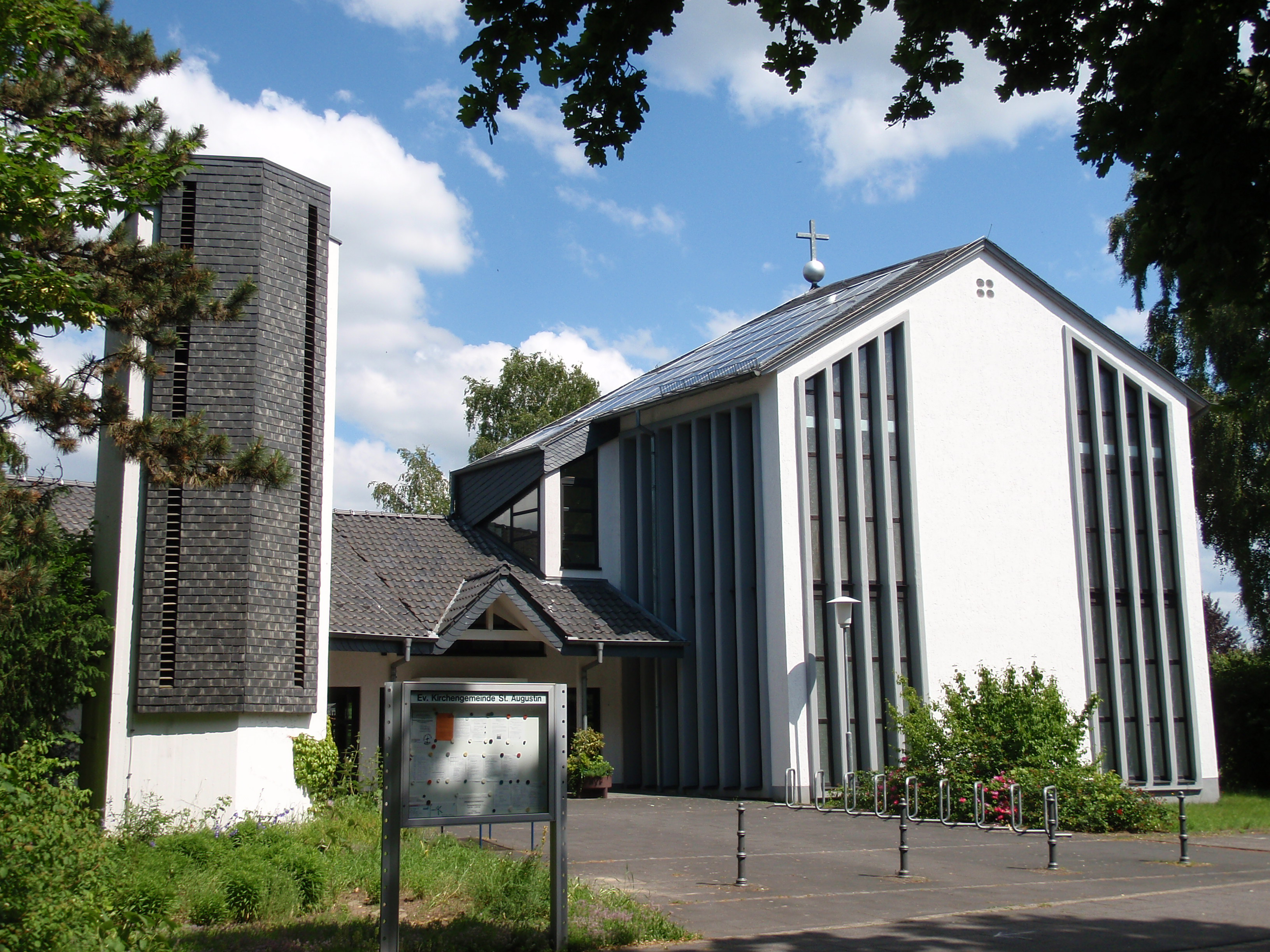
Evangelische Pauluskirche, Sankt Augustin-Ort

- Paul-Gerhardt-Haus, Niederpleis
- Evangelische Pauluskirche, Sankt Augustin-OrtPauluskirche, Ort[14]

## Freikirchen
- Freie evangelische Gemeinde Rhein-Sieg, Buisdorf[15]
- Evangeliums-Christen-Baptistengemeinde Sankt Augustin e. V., Mülldorf[16]

## Ökumenisch
- Kapelle in der Kinderklinik Sankt Augustin[17]

### Friedhofskapellen
- Friedhofskapelle Hangelar[18]
- Friedhofskapelle Meindorf
- Friedhofskapelle Menden (Süd)
- Friedhofskapelle Mülldorf
- Friedhofskapelle Niederpleis (Nord)
- Friedhofskapelle Sankt Augustin-Ort

### Sonstiges
Seit November 2018 gibt es in der huma Shoppingwelt den Lebensraum Kirche, der von einem ökumenischen Verein betrieben wird und Besuchern des Einkaufszentrums einen Ort der Ruhe bieten soll.

## Islam
- Masjid-Salam-Moschee, Niederpleis (betrieben von einem marokkanischen Kulturverein)[21]